# Nybroån
Nybroån är ett vattendrag i sydöstra Skåne. 
Nybroåns längd cirka 10 km, inklusive källflöden upp mot 40 km. Avrinningsområdet är cirka 270 km².
Nybroån bildas vid Nedraby i Tomelilla kommun av åarna Fyleån från Fyledalen och Örupsån från trakten öster om Tomelilla, och Nybroån rinner sedan i stort sett rakt söderut. Bara några kilometer efter sammanflödet kommer Nybroån in i Ystads kommun, passerar tätorten Köpingebro och mynnar slutligen i Östersjön vid badorten Nybrostrand.

## Externa länkar

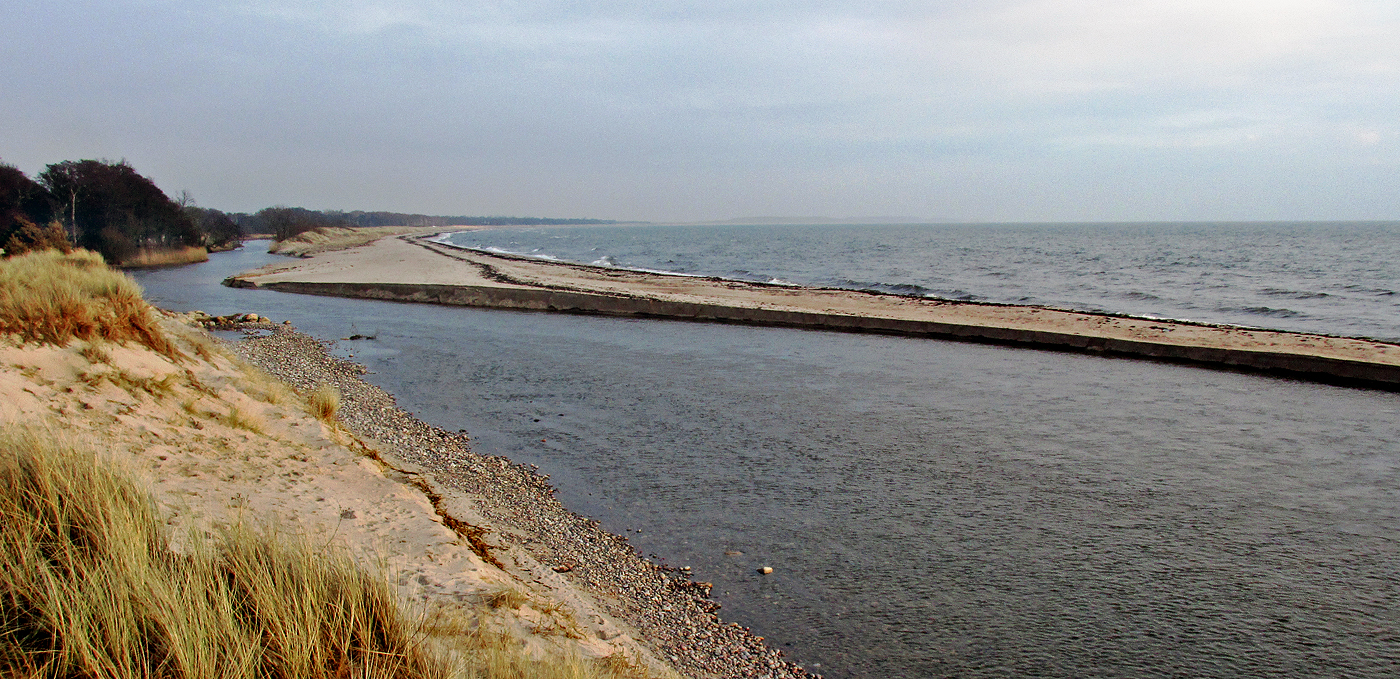
Nybroåns mynning 12 feb 2014.